# Jiyuan (Schiff, 1885)
Die Jiyuan (chinesisch 濟遠 / 济远, Pinyin Jìyuăn, W.-G. Chiyüan, jap. Lesung Saien) war ein in Deutschland bei der AG Vulcan Stettin für China gebauter Geschützter Kreuzer für die Kaiserliche Nordflotte; in älteren Büchern wird sie auch Chiyuan, Tche-Yuen oder Tsi-yuen genannt. Wegen Mangels an Haushaltsmitteln wurde statt eines dritten Turmschiffes vom Typ der Dingyuan nur ein viel kleinerer geschützter Kreuzer bestellt.
Der Kreuzer war am Eröffnungsgefecht des Japanisch-Chinesischen Krieges bei Pungdo beteiligt, wurde in Weihai von den Japanern erbeutet und bis zu seinem Untergang durch einen Minentreffer vor Port Arthur am 30. November 1904 von diesen als Saien in Dienst gehalten.

## Konstruktion
Die Jiyuan soll der erste in Deutschland gebaute Geschützte Kreuzer gewesen sein. Seine Leistungsfähigkeit befriedigte schon bei Fertigstellung nicht. Der Vertreter der britischen Schiffbauindustrie am chinesischen Hof, Sir Robert Hart, wies auf die erheblich höhere Leistungsfähigkeit in Großbritannien gebauter Kreuzer hin und erreichte, dass der Käufer und chinesische Botschafter in Deutschland, Li Fengbao (李鳳苞 / 李凤苞), abberufen wurde, bevor die Jiyuan fertiggestellt wurde. Der Entwurf war nicht ungewöhnlich mit seinen relativ großen Kanonen auf einem relativ kleinen Rumpf. Die Erfahrung der Deutschen zu dieser Zeit war der Bau der gepanzerten Kanonenboote der Wespe-Klasse, der auch die Grundlage für das chinesische Schiff wurde. Die Jiyuan war allerdings größer und hatte leistungsfähigere Maschinen als die Kanonenboote, aber Elemente eines Schiffes für den Küstenschutz hatte es geerbt. Als Partner der Turmschiffe in einer Schlachtlinie war das Schiff zu schwach, für eine Tätigkeit als Aufklärer für diese erheblich zu langsam. Die Kombination der kleinen Tonnage mit den starken großkalibrigen Waffen war für Aufgaben des Küstenschutzes gut geeignet.

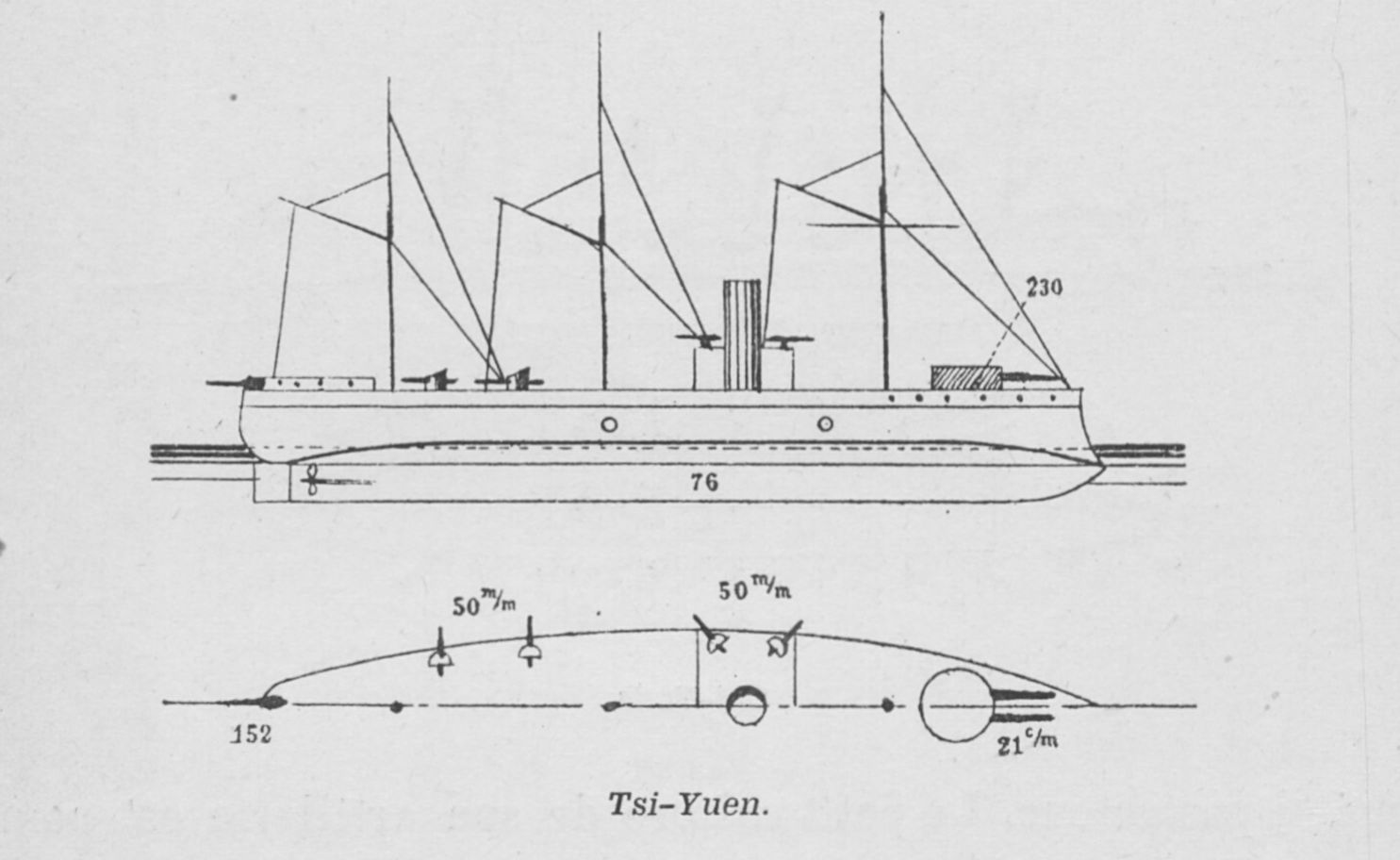
Zeichnerische Darstellung

Das Schiff war 75 m lang, etwas über 10 m breit und hatte einen mit wasserdichten Schotten gut gesicherten Rumpf aus Stahl, einen Rammsteven, ein durchgehendes Deck mit einem kleinen zentralen Aufbau mit der Brücke vor einem kräftigen Mast mit einer bewaffneten Marsposition. Nur für die Überführung nach China waren drei Masten installiert, um notfalls auch segeln zu können. Vor der Brücke waren zwei 210-mm-Kruppgeschütze in einer drehbaren Barbette installiert. Hinter dem Mast stand die einzelne 150-mm-Kanone ebenfalls von Krupp. Die leichten Kanonen standen zwischen diesen Waffen an den Seiten, zwei leichte Kanonen waren in der Marsposition am Mast montiert. Die vier Torpedorohre der Firma Schwarzkopf waren etwas über der Wasserlinie in der Breitseite auf Höhe der Brücke und des hinteren Geschützes eingebaut. Der Kreuzer hatte ein Zwei-Schichten-(Composit)-Panzerdeck vom 75 mm Dicke. Die Barbette und der untere Teil der schweren Geschützstellung hatte bis zu 250 mm Panzerung, allerdings war der obere Teil mit 50 mm nur gering geschützt, wie auch der Schutzschild für die 150-mm-Kanone, wenn es montiert war.
Die Jiyuan konnte mit ihrer 2.800 PS starken Dreifach-Expansionsdampfmaschine 15 kn laufen und war damit nur geringfügig schneller als die Turmschiffe.

## Einsatzgeschichte
Die Jiyuan sollte ursprünglich 1884 ausgeliefert werden. Wegen des Chinesisch-Französischen Krieges (1884–1885) verzögerte sich nach den internationalen Regeln die Fertigstellung. Ab dem 3. Juli 1885 erfolgte dann die Überführung der Jiyuan zusammen mit den Schlachtschiffen Dingyuan und Zhenyuan aus Kiel nach China mit deutschen Besatzungen und unter deutscher Flagge. Für die Überführung nach China hatte die Jiyuan vorübergehend zwei zusätzliche Masten und Takelage, um gegebenenfalls segeln zu können. Am 29. Oktober 1885 trafen die Schiffe in China ein und bildeten den Kern der Nordflotte. Da der neue Stützpunkt der Flotte in Weihawei noch im Bau war, lag die Flotte im Sommer in der Regel in Lüshunkou und ging im Winter nach Shanghai.
1886 nahm der Kreuzer an der ersten großen chinesischen Flottenreise ins Ausland teil und besuchte Kure, Nagasaki und Wladiwostok. Danach wurde sie häufig im Stationsdienst in koreanischen Häfen eingesetzt. 1889 nahm die Jiyuan nach einer Überholung in Hongkong an einer Flottenreise nach Singapur und Manila teil.
Im Sommer 1894 sicherte die Jiyuan Truppentransporte nach Korea, die angeblich japanisch inspirierte Aufstände unterdrücken sollten. Sowohl China als auch Japan intervenierten, von unterschiedlichen Teilen der Regierung gerufen, mit Truppen in Korea gegen den Donghak-Aufstand. China versuchte seine Oberhoheit über Korea zu erhalten, während Japan Korea zu einer eigenen Kolonie machen wollte. Die chinesischen Truppen waren in Asan, Provinz Chungcheongnam-do, Korea, südlich von Seoul stationiert. Die 3000 Mann dort wurden über See versorgt. Die Japaner planten, den Eingang der Bucht von Asan zu blockieren, während ihre Landtruppen die chinesischen Truppen in Asan einschließen sollten, ehe mehr Truppen über See eintrafen. Einige im Kommando der chinesischen Nordflotte waren sich der gefährlichen Situation bewusst und hatten entweder für einen Rückzug der Truppen in den Norden nach Pjöngjang plädiert, wie etwa der Kommandant der Jiyuan, Fang Boqian. Andere rieten zum Vormarsch der gesamten Flotte nach Incheon, um die Japaner abzuschrecken. Die Qing-Regierung war unentschlossen; der Oberbefehlshaber des Nordens, Li Hongzhang, wollte seine Flotte nicht riskieren und der Kaiser Guangxu, vertreten durch die Regentin Cixi, verlangte eine harte Abwehrhaltung. Als Kompromiss sollte die Verstärkung der Armeeabteilung in Asan vorerst unter dem Schutz von Schiffen erfolgen, die schon in Korea lagen.
Am Morgen des 25. Juni 1894 wurde die Jiyuan plötzlich von drei stärkeren japanischen Kreuzern in der Bucht des Asan angegriffen, woraus sich das erste Gefecht des folgenden Japanisch-Chinesischen Krieges entwickelte, das auch als Schlacht von Pungdo bezeichnet wird.

### Gefecht von Pungdo
Nach japanischer Darstellung trafen um 7:00 Uhr die drei japanischen Kreuzer Yoshino, Naniwa und Akitsushima im Gelben Meer vor Asan, in der Provinz Chungcheongnam-do, auf den chinesischen Kreuzer Jiyuan und das Kanonenboot Guangyi (廣乙 / 广乙,  Guǎngyǐ, auch Kwang-yi). Beide Schiffe kamen aus Asan, um mit einem weiteren chinesischen Kanonenboot, der Caojiang (操江, auch: Tsao-kiang), zusammenzutreffen, das Transporter nach Asan begleitete. Die auslaufenden chinesischen Schiffe sollen den Salut der Japaner nicht erwidert haben. Als die Japaner nach Südwest abdrehten, eröffneten die Chinesen angeblich das Feuer.
Nach chinesischer Darstellung eröffneten die drei japanischen Kreuzer in koreanischen Gewässern um 7:45 Uhr nahe der Insel Pundo in einer der zwei möglichen Ausfahrten aus der Bucht von Asan das Feuer auf die beiden chinesischen Schiffe, die zwei Tage zuvor in Asan eingetroffen waren und die das Feuer ab 7:52 Uhr erwiderten. Nach etwa einer Stunde brach die Jiyuan das Gefecht ab und ergriff die Flucht. Das Kanonenboot Guangyi strandete auf einigen Felsen und sein Magazin explodierte. In diesem Moment trafen das Kanonenboot Caojiang, 572 t, und der unter britischer Handelsflagge fahrende Transporter Gaosheng (高陞 / 高升, auch: Kow-shing) ein, der etwa 1.200 Soldaten und Vorräte an Bord hatte. Die Caojiang wurde von den Japanern gekapert und der Gaosheng befohlen, der Naniwa zu folgen. Die chinesischen Soldaten waren dazu nicht bereit und bedrohten die britische Besatzung. Nach vier Stunden Verhandlungen sprang die britische Besatzung in einem günstigen Moment über Bord, um schwimmend die Naniwa zu erreichen. Die Chinesen schossen auf die Schwimmer. Nur der Kapitän und zwei Matrosen konnten gerettet werden. Dann eröffnete die Naniwa das Feuer auf die Gaosheng und versenkte sie mit den Soldaten. Nur wenige konnten an die Küste schwimmen, darunter auch der deutsche Militärberater Major von Hanneken. Der überlebende 1. Offizier der Gaosheng gab in einem Interview der „The Times of London“ vom 25. Oktober 1894 unter anderem an, die Naniwa habe zwei Rettungsboote voller Soldaten versenkt. Von der 43-köpfigen Besatzung der Gaosheng überlebten nur drei. Die Chinesen beklagten etwa 1100 Tote, darunter über 800 von der Gaosheng. Die Japaner hatten keine Verluste.
Die Jiyuan erreichte schließlich den Stützpunkt Weihaiwei. Die 210-mm-Barbette soll durch Volltreffer während des Gefechts ausgefallen sein. An Bord wurden 16 Mann getötet und 25 verwundet. Kapitän Fang soll zum Tode verurteilt worden sein, aber sein Kommando auf Bewährung behalten haben.
Das Gefecht hatte großen Einfluss auf den Landkrieg. Die chinesischen Truppen erhielten keine Verstärkung und nicht die von der Caojiang transportierte Munition. Unterlegen und isoliert wurden sie vier Tage später von den japanischen Landtruppen angegriffen und erlitten in der Schlacht von Seonghwan eine Niederlage. Danach erfolgte die formale Kriegserklärung.
Die Versenkung der Gaosheng durch die Naniwa unter dem Kommando des späteren Admirals Tōgō Heihachirō führte zu diplomatischen Spannungen zwischen Japan und Großbritannien, bis britische Juristen sie als konform mit dem internationalen Recht bewerteten, da hier Meuterer bekämpft worden seien. Für die chinesische Regierung war sie eine der „heimtückischen Handlungen“ der Japaner, die als Gründe der Kriegserklärung genannt wurden.

### Seeschlacht am Yalu
In der Seeschlacht am Yalu am 17. September 1894 an der Grenze zwischen China und Korea versuchte die japanische Marine, die Unterstützung und Versorgung der chinesischen Armee in Korea zu unterbinden, die durch die chinesische Flotte geschützt wurde. Das Hauptgeschwader der Chinesen lief anfangs in Kiellinie mit der Jiyuan an der Spitze in das Gefecht mit den Japanern. Sie erzielte keinen Erfolg in dem Gefecht, rammte allerdings den chinesischen Kreuzer Yangwei bei einem Wendemanöver, der aber endgültig von japanischen Schiffen versenkt wurde.

### Verlust der Nordflotte in Weihai / Dienst in der japanischen Flotte
Nach dem verlorenen Gefecht am Yalu zog sich die Nordflotte zuerst nach Port Arthur und dann in ihren Stützpunkt auf der Liugong-Insel bei Weihaiwei zurück. Da der Kommandant der Jiyuan, Fang Boqian, erneut das Schlachtfeld selbstständig verließ, soll er in Port Arthur hingerichtet worden sein. Anfang 1895 schlossen die Japaner die chinesische Flotte von See und Land ein. Als der Stützpunkt Weihaiwei am 17. Februar 1895 kapitulierte fiel die Jiyuan in die Hände der Japaner, die sie unter dem Namen Saien – der japanischen Lesung des Ursprungsnamens – am 16. März 1895 als Kreuzer 2. Klasse wieder in Dienst stellten.
Die Saien gehörte zu den Kriegsschiffen, die die Japanische Besetzung von Taiwan unterstützten. Sie nahm am 13. Oktober 1895 an der Beschießung der Küstenbefestigungen bei Kaohsiung teil. Die Saien war Teil der Blockadekräfte vor Port Arthur im Russisch-Japanischen Krieg von 1904–1905. Am 11. November 1904 wurde sie noch in ein Küstenverteidigungsschiff 3. Klasse umklassifiziert, sank aber schon am 30. November 1904 nach einem Minentreffer unmittelbar vor Port Arthur auf 38° 51′ N, 121° 5′ O.